# أليس فينو
أليس فينو (من مواليد 9 فبراير 1991) هي لاعبة ألعاب قوى فرنسية حصلت على الميدالية الذهبية في بطولة أوروبا لألعاب القوى 2024 في سباق 3000 متر موانع، وهي أيضًا حاملة الرقم القياسي الأوروبي في مسافة 3000 متر.